# Кондольский район
Кондольский райо́н — административно-территориальная единица в Пензенской области, существовавшая в 1928—2006 годах, а также муниципальное образование (муниципальный район), существовавшее в 2004—2006 годах. Административный центр — село Кондоль.

## География
Район располагался в южной части Пензенской области и занимал территорию 914,8 км².

## История
Район образован 16 июля 1928 года в составе Кузнецкого округа Средне-Волжской области. С 1929 года район в составе Пензенского округа Средневолжского (Куйбышевского) края.
С 10 февраля 1932 года по 25 января 1935 года район был упразднён.
27 сентября 1937 года передан из Куйбышевской в Тамбовскую область.
С 4 февраля 1939 года Кондольский район в составе Пензенской области.
С 1 февраля 1963 года по 12 января 1965 года район был снова упразднён, его территория входила в состав Пензенского района.
14 июня 2006 года Пензенский и Кондольский районы были объединены под наименованием Пензенский район. Центром административной единицы стало село Кондоль.

## Население
Динамика численности населения района:
| Год             | 1939   | 1959   | 1970   | 1979   | 1989   | 2002   |
| --------------- | ------ | ------ | ------ | ------ | ------ | ------ |
| Население, чел. | 30 480 | 18 739 | 22 082 | 12 154 | 12 109 | 10 213 |

## Административное устройство
В момент расформирования в состав района входило 9 сельских советов (сельских поселений), объединяющих 28 населённых пунктов:
1. Варыпаевский — с. Варыпаево
2. Волхонщинский — с. Волхонщино
3. Дмитриевский — с. Колышлейка
4. Князевский — с. Князевка
5. Кондольский — с. Кондоль
6. Краснопольский — с. Краснополье
7. Новопавловский — с. Новопавловка
8. Покрово-Березовский — с. Покрово-Березовка
9. Саловский — ж/д ст. Саловка